# Lista odcinków serialu Taniec rządzi
Poniżej przedstawiona jest lista odcinków serialu Taniec rządzi emitowanego w latach 2010–2013 na kanale Disney Channel.

## Odcinki
| Seria | Seria | Odcinki | Oryginalna emisja    | Oryginalna emisja | Oryginalna emisja | Oryginalna emisja |
| Seria | Seria | Odcinki | Premiera serii       | Finał serii       | Premiera serii    | Finał serii       |
| ----- | ----- | ------- | -------------------- | ----------------- | ----------------- | ----------------- |
|       | 1     | 21      | 7 listopada 2010     | 21 sierpnia 2011  | 29 stycznia 2011  | 14 stycznia 2012  |
|       | 2     | 31      | 18 września 2011     | 17 sierpnia 2012  | 25 lutego 2012    | 19 stycznia 2013  |
|       | 3     | 26      | 14 października 2012 | 10 listopada 2013 | 16 lutego 2013    | 29 marca 2014     |

### Seria 1: 2010–11
| 1 | Start It Up         | Shelley Jensen   | Chris Thompson        | 7 listopada 2010  | 29 stycznia 2011 | 101 |
| Najlepsze przyłaciółki Rocky i CeCe zgłaszają się na casting do programu Taniec rządzi w Chicago. Rocky radzi sobie z castingiem nieźle, ale CeCe nieruchomieje w blasku reflektorów. Ostatecznie do programu dostaje się tylko Rocky. Następnego dnia dziewczyna nie chce tam iść, ale CeCe przekonuje ją, aby poszła. Rocky skuwa CeCe i razem z nią tańczy na scenie. Gary Wilde, gospodarz show, widzi cały występ i przyjmuje do programu także CeCe. Gościnnie: Caroline Sunshine jako Tinka Hessenheffer, R. Brandon Johnson jako Gary Wilde, Anita Barone jako Georgia Jones, Matthew Scott Montgomery jako Asystent Reżysera |                     |                  |                       |                   |                  |     |
| 2 | Meatball It Up      | Shelley Jensen   | John D. Beck Ron Hart | 14 listopada 2010 | 29 stycznia 2011 | 104 |
| Dziewczyny dostają wypłatę i swoje pierwsze karty debetowe. Rocky i CeCe wydają wszystkie pieniądze na ubrania, nie dzieląc się z przyjaciółmi. Chcąc im to wynagrodzić zapraszają ich do Oliwnego Gaju. Zamawiają drogie jedzenie, ale okazuje się, że nie mają już środków na karcie. CeCe wpada na pomysł zamówienia Wielkiego Ciężkiego Zawału Serca, tzn. wielkiego pulpeta na talerzu spaghetti. Kto zje go w całości przez godzinę, nie płaci za jedzenie. Dziewczyny starają się go zjeść, ale i tak prawda wychodzi na jaw. |                     |                  |                       |                   |                  |     |
| 3 | Give It Up          | Shelley Jensen   | Rob Lotterstein       | 21 listopada 2010 | 5 lutego 2011    | 103 |
| Rocky i CeCe decydują się wziąć udział w maratonie tanecznym Taniec rządzi w Chicago. CeCe chce zdobyć swoją solówkę, a Rocky chce przekazać wygrane pieniądze na dom starców, a także zrobić wrażenie na starszej pani, która jej nie lubi. CeCe pije napoje energetyczne, ponieważ trzeba jak najdłużej wytrzymać na scenie tańcząc. Jednak Flynn wypija kilka puszek i nie może przez to spać. Dziewczyny są bardzo zmęczone, bo nie spały całą noc, ale jakoś docierają na maraton. Na scenie są senne, ale pobudzają je rażące ubrania przekazane przez Deuce'a. |                     |                  |                       |                   |                  |     |
| 4 | Add It Up           | Shelley Jensen   | Eileen Conn           | 28 listopada 2010 | 12 lutego 2011   | 105 |
| Matka CeCe przychodzi do studia i każe córce poprawić oceny i grozi jej jeśli nie poprawi ocen to wyleci z programu. Deuce załatwia CeCe korepetytora - studenta - Henry'ego. Ona z nadzieją czeka na przystojnego, słodkiego i wysokiego studenta, jak przyszedł niski student w wieku około 10lat to się zdziwiła. Zaczyna ją uczyć. Na drugie korepetycje CeCe się spóźniła, a w tym czasie Henry grał sobie z Flynnem w grę o zombie. Ty zaprosił Tinkę na randkę. Po randce Ty odprowadził ją do domu i przyznaje, że się świetnie z nią bawił. Tymczasem Deuce przegrywał z Guntherem na rękę. |                     |                  |                       |                   |                  |     |
| 5 | Kick It Up          | Shelley Jensen   | Ron Zimmerman         | 5 grudnia 2010    | 19 lutego 2011   | 107 |
| Deuce proponuje Rocky, czy chce wyjść z nim, z Teresą i Rickym do kina CeCe. Henry zapisuje się wraz z Flynnem na karate. CeCe była umówiona z jednym z najprzystojniejszych kolesi w szkole do kina, ale nie chciała iść tam z Rocky. Rocky tymczasem zapisuje się na karate i poznaje koleżanki. CeCe zaprosiła Tinki do kina (ona też zaprosiła Gunthera).... Chcąc odzyskać przyjaźń CeCe zapisała się na karate... |                     |                  |                       |                   |                  |     |
| 6 | Age It Up           | Shelley Jensen   | Rob Lotterstein       | 9 grudnia 2010    | 16 kwietnia 2011 | 108 |
| W tym odcinku Rocky szaleje za popularną gwiazdą popu - Justinem Starrem. Tymczasem Gunther próbuje zdobyć Danielle, więc Ty pomaga mu być normalnym kolesiem, ale zaś to nie podoba się Tince. Później dziewczyny widzą, że Justin Starr całuje się z menadżerką (która okazała się być jego żoną). |                     |                  |                       |                   |                  |     |
| 7 | Party It Up         | Shelley Jensen   | Jenny Lee             | 12 grudnia 2010   | 26 lutego 2011   | 106 |
| W tym odcinku, Rocky i CeCe (bez zezwolenia matki) idą na imprezę. Poznają dwóch chłopaków Xaviera i Dylana. CeCe i Rocky każą Deuce'owi i Ty'owi pilnować Flynna... Nagle Georgia przyłapała na ucieczce Ty'a i Deuce'a i każe im powiedzieć gdzie są CeCe i Rocky, ale przez to muszą cierpieć - muszą pić, pić ale nie mogą iść do ubikacji, dopóki nie powiedzą jej gdzie one są... |                     |                  |                       |                   |                  |     |
| 8 | Hook It Up          | Shelley Jensen   | Chris Thompson        | 19 grudnia 2010   | 2 kwietnia 2011  | 102 |
| Ty w telewizorku szkolnym mówi o Rocky, CeCe i o Taniec rządzi w Chicago. Joshua chce ich zaprosić, Rocky się waha, ale ostatecznie się zgadza... Rocky i CeCe dowiadują się, że Gary chce kogoś zwolnić, więc robią tak, żeby ich nie zwolnił, ale lepsi od nich okazują się tym razem Gunther i Tinka. A tymczasem Flynn poluje na Destiny - dziewczyna, co mu się podoba... |                     |                  |                       |                   |                  |     |
| 9 | Wild It Up          | Joel Zwick       | Chris Thompson        | 9 stycznia 2011   | 30 kwietnia 2011 | 110 |
| W tym odcinku na blogu piszą, że Rocky to nudziara, więc dziewczyna chce to zmienić. Zaprosiła Frankie'go do domu od CeCe i imprezuje. Więc szaleje i wplątała siebie w kłopoty, bo zniszczyli gabinet Wicedyrektorki i grozi jej zawieszenie, lecz później wicedyrektorka inaczej ją ukarała... |                     |                  |                       |                   |                  |     |
| 10 | Match It Up         | Joel Zwick       | Rob Lotterstein       | 23 stycznia 2011  | 4 czerwca 2011   | 111 |
| W tym odcinku Deuce ma dziewczynę Savannah, ale chce odejść od niego. On próbuje ją odzyskać, więc zgłosił się do jakiegoś programu, w którym może wygrać kasę i dlatego wróciła do niego Savannah. Potem doszło do ujawnienia prawdy... Następną jego dziewczyną (której nie zależało na kasie) była Dina Garcia. |                     |                  |                       |                   |                  |     |
| 11 | Show It Up          | Joel Zwick       | Eileen Conn           | 20 lutego 2011    | 5 czerwca 2011   | 112 |
| Rocky ciągle zajmuje drugie miejsce, więc chce wystąpić w konkursie talentów i pokonać Candy, ale by ich pokonać potrzebują Ty'a. Deuce zostaje prowadzącym, więc używa Flynna jako swojej drugiej głowy i robią żarty. Pod koniec jednak zaniepokojona Candy chce remisu... |                     |                  |                       |                   |                  |     |
| 12 | Heat It Up          | Katy Garretson   | Jon D. Beck Ron Hart  | 27 lutego 2011    | 23 kwietnia 2011 | 109 |
| CeCe mówi Rocky, żeby jej rodzina u nich zamieszkała, bo u Rocky ogrzewanie się zepsuło, ale Georgia jest przeciwko temu, żeby ich wprowadzać do domu, więc zaczynają się kłócić i rozpoczyna się wojna, a wtem zakazują swoim córkom spotykać się i one też się kłócą ale to już w szkole. W szkole CeCe i Rocky robią projekty na wystawę. |                     |                  |                       |                   |                  |     |
| 13 | Glitz It Up         | Eric Dean Seaton | Ron Zimmerman         | 6 marca 2011      | 11 czerwca 2011  | 113 |
| Rocky i CeCe wygrywają i robią "konkurs piękności" i mają pomóc małym dziewczętom wykazać się na scenie. Dowiadujemy się tutaj prawdziwego imienia Deuce'a - Martin. A tymczasem Deuce musi opiekować się prosiakiem o imieniu Pinkie 3 dni, żeby móc chodzić z Diną, ale Dina potem go oszukuje i chce na chwilę go popilnować, ale okazuje się, że ona go zabiera... ojciec Diny daje pozwolenie na chodzenie z jego córką. |                     |                  |                       |                   |                  |     |
| 14 | Hot Mess It Up      | Eric Dean Seaton | Jon D. Beck Ron Hart  | 20 marca 2011     | 11 czerwca 2011  | 114 |
| Rocky i CeCe mają zrobić wideo, ale Ty, Deuce i Flynn zazdroszczą im i też postanawiają zrobić film, ale o zombie. Rocky myśli, że przez CeCe odjedzie Gunther i postanawia wrobić CeCe w niby związek z Guntherem... Idą na bal i Gunther kupił CeCe błyszczące ubranie... Potem okazuje się, że jednak CeCe źle doradziła kuzynowi Gunthera i Tinki. |                     |                  |                       |                   |                  |     |
| 15 | Reunion It Up       | Sean McNamara    | Howard J. Morris      | 10 kwietnia 2011  | 25 czerwca 2011  | 116 |
| Rocky i CeCe wygrywają konkurs na to, kto ma zatańczyć z legendami - Ronnie i Angie. Deuce zabił rybkę Flynna i Flynn każe zrobić mu pogrzeb. Angie i Ronnie kłóciły się non stop i żeby ich zmusić do wspólnego tańczenia to Rocky i CeCe wymyśliły, że CeCe pójdzie do Angie, a Rocky do Ronnie i namówią ich, żeby przyszły do studia. |                     |                  |                       |                   |                  |     |
| 16 | Sweat It Up         | Joel Zwick       | David Tolentino       | 1 maja 2011       | 27 sierpnia 2011 | 117 |
| CeCe udaje, że ją noga boli, bo nie chce ćwiczyć na w-f, ale później trener widział ją w Taniec rządzi w Chicago i zmusza CeCe do ćwiczenia. CeCe skusiła swoją matkę do randki z trenerem i znów jej się upiekło, ale matka CeCe z trenerem chcieli dać CeCe nauczkę i trener powiedział, że się pokłócił z jej matką. |                     |                  |                       |                   |                  |     |
| 17 | Vatalihootsit It Up | Joel Zwick       | Jon D. Beck Ron Hart  | 12 czerwca 2011   | 10 września 2011 | 118 |
| Rocky i CeCe zostają zaproszone na święto Vatalihootsita do Gunthera i Tinki. Tymczasem Ty trenuje do reklamy soku, ale go nie przyjmują tylko przyjmują Flynna, ale do reklamy o bojowych gatkach. CeCe i Rocky przychodzą do Hessenhefferów i świętują z nimi, dowiadują się przy okazji, że Gunther i Tinka są w rodzinie królewskiej. CeCe daje Ty'owi bilety na Katy Perry. Gunther i Tinka wyrzucają CeCe i Rocky zaraz po zakończeniu święta Vatalihootsita, ale Flynn zostaje u nich... |                     |                  |                       |                   |                  |     |
| 18 | Model It Up         | Eric Dean Seaton | Jenny Lee             | 17 czerwca 2011   | 10 września 2011 | 115 |
| W tym odcinku do studia Taniec rządzi w Chicago przychodzi projektant mody Napoleon Fontaine i chce, żeby Rocky była modelką. Tymczasem Ty, Deuce i Flynn chcąc zebrać kasę na nową konsolę pomagają w obowiązkach Pani Locassio. |                     |                  |                       |                   |                  |     |
| 19 | Twist It Up         | Shelley Jensen   | Eileen Conn           | 10 lipca 2011     | 10 grudnia 2011  | 119 |
| CeCe razem z Rocky chcą zorganizować zwykłe urodziny Dinie, ale zamiast pomyśleć o Dinie to myślą zaś o sobie i zamawiają wszystko co się da, a Deuce chce, żeby jej matka go polubiła. A tymczasem Flynn z Henrym próbują pokonać robota co ich zaatakował. |                     |                  |                       |                   |                  |     |
| 20 | Break It Up         | Shelley Jensen   | Jenny Lee             | 24 lipca 2011     | 31 grudnia 2011  | 121 |
| Georgia zabiera piątkę dzieci: Deuce'a, Ty'a, Rocky, Flynna i CeCe na wakacje. Zmartwili się, jak dowiedzieli się, że nie ma telewizora ani internetu ani że komórki nie mają zasięgu. Zasiedli do ogniska, a wtem przyszedł Gunther z Tinką i CeCe zaprosiła ich. Grają w prawdę albo wyzwanie. Później zaś CeCe zadaje Rocky - ona wybiera prawdę, ale CeCe nakłania ją, żeby wzięła wyzwanie i wzięła i kazała jej wskoczyć do jeziora w ubraniu. Jak Rocky wracała już do ogniska to nadepnęła na stłuczoną butelkę i Rocky musiała jechać do szpitala. CeCe miała wyrzuty sumienia, że ona jej kazała to zrobić i że to jej wina. Idą do sali, w której leży Rocky i CeCe zaczyna panikować więc Ty i Deuce wynieśli ją na korytarz. Flynn został z Guntherem i Tinką i zagrali w Piotrusia i Tinka przegrała. Później Gunther i Tinka wyciągnęli kukiełki i zaczęli straszyć Flynna, bo przygotowali też Potwora Kukiełkę i Flynn uciekł. Potem CeCe na krótko się opanowała, ale przyszła jej matka i powiedziała, że Rocky będzie miała operację i znów CeCe zaczęła panikować. Potem prosi Boga, żeby Rocky wyzdrowiała i obiecuje, że nie będzie samolubna. Potem Rocky wraca do domu. |                     |                  |                       |                   |                  |     |
| 21 | Throw It Up         | Shelley Jensen   | Rob Lotterstein       | 21 sierpnia 2011  | 14 stycznia 2012 | 120 |
| CeCe i Rocky dostają propozycję wspólnego tańca wraz z obsadą "The Highlighters". Na krótko przed występem zachorował Gary, w związku z tym cała odpowiedzialność za show spada na dziewczyny. CeCe przypadkowo obraża ekipę "The Highlighters", co wiąże się z ich rezygnacją z występu. Rocky prosi dzieci z centrum rekreacyjnego o zastąpienie miejsca obrażonej ekipy. Jednak krótko po tym, obie dziewczyny padają ofiarami choroby, Gary wraca, a na miejscu tancerek pojawia się Tinka. |                     |                  |                       |                   |                  |     |

### Seria 2: 2011-2012
| Nr    | Tytuł                      | Tytuł polski            | Reżyseria          | Scenariusz                  | Premiera             | Premiera w Polsce    | Kod     |
| ----- | -------------------------- | ----------------------- | ------------------ | --------------------------- | -------------------- | -------------------- | ------- |
| 22    | Shrink It Up               | Terapie rządzą          | Joel Zwick         | Rob Lotterstein             | 18 września 2011     | 25 lutego 2012       | 203     |
| 23    | Three's a Crowd It Up      | Potrójna randka         | Joel Zwick         | Jenny Lee                   | 25 września 2011     | 3 marca 2012         | 206     |
| 24/25 | Shake It Up, Up & Away     | Taniec rządzi w L.A.    | Joel Zwick         | Rob Lotterstein Eileen Conn | 2 października 2011  | 24 marca 2012        | 201-202 |
| 26    | Beam It Up                 | Dziwacy rządzą          | Joel Zwick         | David Holden                | 9 października 2011  | 12 maja 2012         | 204     |
| 27    | Doctor It Up               | Doktorzy rządzą         | Joel Zwick         | Jeff Strauss                | 23 października 2011 | 25 lutego 2012       | 205     |
| 28    | Review It Up               | Recenzja                | Joel Zwick         | David Holden                | 6 listopada 2011     | 19 maja 2012         | 210     |
| 29    | Double Pegasus It Up       | Podwójny Pegas          | Joel Zwick         | David Tolentino             | 13 listopada 2011    | 31 marca 2012        | 207     |
| 30    | Auction It Up              | Taneczna aukcja         | Joel Zwick         | David Tolentino             | 20 listopada 2011    | 26 maja 2012         | 211     |
| 31    | Camp It Up                 | Obóz taneczny           | Joel Zwick         | Eileen Conn                 | 27 listopada 2011    | 5 maja 2012          | 213     |
| 32    | Jingle It Up               | Święta rządzą           | Ellen Gittelsohn   | Eileen Conn                 | 11 grudnia 2011      | 14 grudnia 2012      | 212     |
| 33    | Apply It Up                | -brak-                  | Joel Zwick         | David Holden                | 8 stycznia 2012      | 28 lipca 2012        | 215     |
| 34    | Split It Up                | Dzień Dobry, Chicago!   | Joel Zwick         | Jenn Lloyd Kevin Bonani     | 22 stycznia 2012     | 12 sierpnia 2012     | 208     |
| 35    | Copy Kat It Up             | Papugowanie rządzi      | Joel Zwick         | Rob Lotterstein             | 19 lutego 2012       | 14 lipca 2012        | 219     |
| 36    | Egg It Up                  | Jajka rządzą            | Joel Zwick         | Jenny Lee                   | 26 lutego 2012       | 19 sierpnia 2012     | 209     |
| 37    | Judge It Up                | Sąd nastolatków         | Ellen Gittelsohn   | Eileen Conn                 | 11 marca 2012        | 7 lipca 2012         | 225     |
| 38    | Parent Trap It Up          | Rodzice rządzą          | Joel Zwick         | Jeff Strauss                | 25 marca 2012        | 22 września 2012     | 218     |
| 39    | Weird It Up                | Daj się zwariować       | Alfonso Ribeiro    | David Tolentino             | 1 kwietnia 2012      | 5 sierpnia 2012      | 217     |
| 40    | Whodunit Up?               | Kto to zrobił?          | Joel Zwick         | Darin Henry                 | 15 kwietnia 2012     | 15 września 2012     | 221     |
| 41    | Tunnel It Up               | Tunel rządzi            | Joel Zwick         | Jenny Lee                   | 13 maja 2012         | 21 lipca 2012        | 216     |
| 42    | Protest It Up              | Protest rządzi          | Joel Zwick         | Cat Davis                   | 20 maja 2012         | 12 września 2012     | 220     |
| 43    | Wrestle It Up              | Zapasy rządzą           | Joel Zwick         | Jenn Lloyd Kevin Bonani     | 3 czerwca 2012       | 7 października 2012  | 222     |
| 44    | Reality Check It Up        | Fałszywa prawda         | Joel Zwick         | Jenny Lee                   | 10 czerwca 2012      | 21 października 2012 | 226     |
| 45    | Rock and Roll It Up        | Rock and Roll rządzi    | Roger Christiansen | Jenn Lloyd Kevin Bonani     | 1 lipca 2012         | 3 listopada 2012     | 214     |
| 46    | Boot It Up                 | Obóz taneczny           | Joel Zwick         | Jeff Strauss                | 15 lipca 2012        | 6 stycznia 2013      | 227     |
| 47    | Slumber It Up              | Piżamowa impreza        | Roger Christiansen | Jenny Lee                   | 29 lipca 2012        | 8 grudnia 2012       | 223     |
| 48    | Surprise It Up             | Niespodzianki rządzą    | Alfonso Ribeiro    | David Holden Jeff Strauss   | 5 sierpnia 2012      | 1 grudnia 2012       | 224     |
| 49    | Embarrass It Up            | Wstyd rządzi            | Joel Zwick         | Eileen Conn                 | 12 sierpnia 2012     | 29 grudnia 2012      | 228     |
| 50/52 | Shake It Up: Made In Japan | Taniec rządzi w Japonii | Joel Zwick         | Rob Lotterstein             | 17 sierpnia 2012     | 19 stycznia 2013     | 2100    |

### Seria 3: 2012-2013
| Nr | Tytuł                   | Tytuł polski                   | Reżyseria              | Scenariusz                      | Premiera             | Premiera w Polsce    | Kod |
| -- | ----------------------- | ------------------------------ | ---------------------- | ------------------------------- | -------------------- | -------------------- | --- |
| 53 | Fire It Up              | Pożar                          | Joel Zwick             | Rob Lotterstein                 | 14 października 2012 | 16 lutego 2013       | 301 |
| 54 | Funk It Up              | Wielki smutek                  | Joel Zwick             | Eileen Conn                     | 28 października 2012 | 16 lutego 2013       | 302 |
| 55 | Spirit It Up            | Do boju!                       | Joel Zwick             | Darin Henry                     | 4 listopada 2012     | 18 lutego 2013       | 303 |
| 56 | Lock It Up              | Życie w zamknięciu             | Joel Zwick             | Jenny Lee                       | 11 listopada 2012    | 9 marca 2013         | 304 |
| 57 | Merry Merry It Up       | Duch świątecznego tańca        | Joel Zwick             | Jennifer Glickman               | 2 grudnia 2012       | 16 marca 2013        | 306 |
| 58 | Home Alone It Up        | Flynn sam w domu               | Joel Zwick             | Jenn Lloyd Kevin Bonani         | 9 grudnia 2012       | 5 czerwca 2013       | 305 |
| 59 | Oh, Brother It Up       | Rodzeństwo rządzi              | Rosario J. Roveto, Jr. | Rob Lotterstein                 | 13 stycznia 2013     | 23 marca 2013        | 307 |
| 60 | Quit It Up              | Wytrwałość rządzi              | Joel Zwick             | Jenny Lee                       | 27 stycznia 2013     | 6 kwietnia 2013      | 308 |
| 61 | Ty It Up                | Wielkie otwarcie               | Joel Zwick             | Eileen Conn                     | 17 lutego 2013       | 12 maja 2013         | 309 |
| 62 | My Fair Librarian It Up | Bibliotekarka rządzi           | Alfonso Ribeiro        | Jennifer Glickman               | 24 lutego 2013       | 19 maja 2013         | 310 |
| 63 | Clean It Up             | Pranie rządzi                  | Joel Zwick             | Darin Henry                     | 10 marca 2013        | 1 czerwca 2013       | 311 |
| 64 | I Do It Up              | Ślub rządzi                    | Joel Zwick             | Rob Lotterstein                 | 17 marca 2013        | 8 czerwca 2013       | 312 |
| 65 | Forward & Back It Up    | Wielki powrót                  | Joel Zwick             | Jennifer Glickman & Darin Henry | 24 marca 2013        | 15 czerwca 2013      | 313 |
| 66 | Switch It Up            | Zamiana                        | Joel Zwick             | Cat Davis Eddie Quintana        | 7 kwietnia 2013      | 24 sierpnia 2013     | 317 |
| 67 | Love & War It Up        | Wojna o miłość                 | Joel Zwick             | Jenny Lee                       | 28 kwietnia 2013     | 3 sierpnia 2013      | 316 |
| 68 | In The Bag It Up        | Torebki rządzą                 | Alfonso Ribeiro        | David Tolentino                 | 12 maja 2013         | 10 sierpnia 2013     | 314 |
| 69 | Brain It Up             | Nauka rządzi                   | Alfonso Ribeiro        | Jenn Lloyd Kevin Bonani         | 2 czerwca 2013       | 17 sierpnia 2013     | 315 |
| 70 | Opposites Attract It Up | Przeciwieństwa się przyciągają | Joel Zwick             | Eileen Conn                     | 23 czerwca 2013      | 14 września 2013     | 318 |
| 71 | Psych It Up             | Wróżenie rządzi                | Rosario J. Roveto, Jr. | Rob Lotterstein                 | 14 lipca 2013        | 5 października 2013  | 319 |
| 72 | Future It Up            | Przyszłość rządzi              | Joel Zwick             | Eileen Conn                     | 28 lipca 2013        | 7 grudnia 2013       | 320 |
| 73 | Oui Oui It Up           | Francja rządzi                 | Alfonso Ribeiro        | Jenny Lee                       | 4 sierpnia 2013      | 3 listopada 2013     | 323 |
| 74 | Bitter Sweet 16 It Up   | Gorzko-słodka szesnastka       | Joel Zwick             | Rob Lotterstein                 | 25 sierpnia 2014     | 22 marca 2014        | 325 |
| 75 | Stress It Up            | Stres rządzi                   | Joel Zwick             | Darin Henry                     | 15 września 2014     | 19 października 2013 | 322 |
| 75 | Loyal It Up             | Lojalność rządzi               | Joel Zwick             | Eileen Conn                     | 29 września 2014     | 10 listopada 2013    | 324 |
| 77 | Haunt It Up             | Duchy rządzą                   | Kimberly McCullough    | Alison Taylor                   | 6 października 2013  | 12 października 2013 | 321 |
| 78 | Remember Me             | Pamięć rządzi                  | Joel Zwick             | Rob Lotterstein                 | 10 listopada 2013    | 29 marca 2014        | 326 |